# Brachypogon wirthorum
Brachypogon wirthorum är en tvåvingeart som beskrevs av Eileen D. Grogan och Meillon 1997. Brachypogon wirthorum ingår i släktet Brachypogon och familjen svidknott.
Artens utbredningsområde är Zimbabwe. Inga underarter finns listade i Catalogue of Life.